# Episodi de Il cavaliere solitario (seconda stagione)
La seconda stagione della serie televisiva Il cavaliere solitario è andata in onda negli Stati Uniti dal 14 settembre 1950 all'8 marzo 1951 sulla ABC.
| nº | Titolo originale         | Prima TV USA      | Titolo italiano | Prima TV Italia |
| -- | ------------------------ | ----------------- | --------------- | --------------- |
| 1  | Million Dollar Wallpaper | 14 settembre 1950 |                 |                 |
| 2  | Mission Bells            | 21 settembre 1950 |                 |                 |
| 3  | Dead Man's Chest         | 28 settembre 1950 |                 |                 |
| 4  | Outlaw's Revenge         | 5 ottobre 1950    |                 |                 |
| 5  | Danger Ahead             | 12 ottobre 1950   |                 |                 |
| 6  | Crime in Time            | 19 ottobre 1950   |                 |                 |
| 7  | Drink of Water           | 26 ottobre 1950   |                 |                 |
| 8  | Thieves' Money           | 2 novembre 1950   |                 |                 |
| 9  | The Squire               | 9 novembre 1950   |                 |                 |
| 10 | Masked Deputy            | 16 novembre 1950  |                 |                 |
| 11 | Banker's Choice          | 20 novembre 1950  |                 |                 |
| 12 | Desert Adventure         | 30 novembre 1950  |                 |                 |
| 13 | Bad Medicine             | 7 dicembre 1950   |                 |                 |
| 14 | One Jump Ahead           | 14 dicembre 1950  |                 |                 |
| 15 | Lady Killer              | 21 dicembre 1950  |                 |                 |
| 16 | Paid in Full             | 28 dicembre 1950  |                 |                 |
| 17 | Letter of the Law        | 4 gennaio 1951    |                 |                 |
| 18 | Silent Voice             | 11 gennaio 1951   |                 |                 |
| 19 | The Outcast              | 18 gennaio 1951   |                 |                 |
| 20 | Mr. Trouble              | 25 gennaio 1951   |                 |                 |
| 21 | Behind the Law           | 1º febbraio 1951  |                 |                 |
| 22 | Trouble at Black Rock    | 8 febbraio 1951   |                 |                 |
| 23 | Two Gold Lockets         | 15 febbraio 1951  |                 |                 |
| 24 | The Hooded Men           | 22 febbraio 1951  |                 |                 |
| 25 | Friend in Need           | 1º marzo 1951     |                 |                 |
| 26 | Backtrail                | 8 marzo 1951      |                 |                 |

## Million Dollar Wallpaper
- Diretto da:
- Scritto da:

### Trama
- Interpreti: Clayton Moore (cavaliere solitario), Jay Silverheels (Tonto), Emmett Lynn (Mosshorn), Lucien Littlefield (Flapjack), Paul Fix (Silk, capobanda), Kim Spalding (scagnozzo Moose), Duke York (scagnozzo Matt), Edmund Cobb (sceriffo)

## Mission Bells
- Diretto da:
- Scritto da:

### Trama
- Interpreti: Clayton Moore (cavaliere solitario), Jay Silverheels (Tonto), Walter Sande (Padre Felipe), Tristram Coffin (Stephen Dunn), James Griffith (Scrap), Hal Baylor (Gus), Lee Roberts (Acting Sheriff Mason), Rosa Turich (Maria)

## Dead Man's Chest
- Diretto da:
- Scritto da:

### Trama
- Interpreti: Clayton Moore (cavaliere solitario), Jay Silverheels (Tonto), Stephen Chase (Hank Wheeler), William Vedder (Hamlet Jones), Myron Healey (Jud Ellis), Harry Lauter (vice Jim Bryce), Ray Montgomery (Ed Carson), Frank Sully (scagnozzo Clem Hart), Natividad Vacío (Jose Gonzales), George Lloyd (conducente della diligenza)

## Outlaw's Revenge
- Diretto da:
- Scritto da:

### Trama
- Interpreti: Clayton Moore (cavaliere solitario), Jay Silverheels (Tonto), Larry J. Blake (Trigger Taylor), Kenneth MacDonald (lo sceriffo), Steven Clark (Bill Ames, Teller), William Haade (scagnozzo Hammer), Larry Johns (scagnozzo Sagebrush), Richard Beach (vice Jim), Richard Bailey (Pete Carson)

## Danger Ahead
- Diretto da:
- Scritto da:

### Trama
- Interpreti: Clayton Moore (cavaliere solitario), Jay Silverheels (Tonto), Don Haggerty ('Sheriff' Rocky Craig), Max Terhune (Sidney Boswell), William E. Green (giudice Jordan), Jack Briggs (scagnozzo Hatch), Holly Bane (scagnozzo Al), Jack Mower (sceriffo Roberts)

## Crime in Time
- Diretto da:
- Scritto da:

### Trama
- Interpreti: Clayton Moore (cavaliere solitario), Jay Silverheels (Tonto), Lane Bradford (Lige' Watkin), John Butler (Feeny McArdle), Monte Blue (sceriffo), Fred Libby (Dave Watkin)

## Drink of Water
- Diretto da:
- Scritto da:

### Trama
- Interpreti: Clayton Moore (cavaliere solitario), Jay Silverheels (Tonto), Bill Kennedy (Phineas Stacy), Arthur Stone (Jackie Blasdell), Gregg Barton (Jim Blasdell), Linda Leighton (Mary Blasdell), Stanley Andrews (Ed Rance), Harlan Briggs (Cafe owner Ezra), Mickey Simpson (scagnozzo Pete), Mitchell Kowall (scagnozzo Mack)

## Thieves' Money
- Diretto da:
- Scritto da:

### Trama
- Interpreti: Clayton Moore (cavaliere solitario), Jay Silverheels (Tonto), John Doucette (Pierre Dumont), Charles Watts (lo sceriffo), David McMahon (agente Jim Collins), Ward Blackburn (scagnozzo Burt), Jack Briggs (scagnozzo Al)

## The Squire
- Diretto da:
- Scritto da:

### Trama
- Interpreti: Clayton Moore (cavaliere solitario), Jay Silverheels (Tonto), Margaret Kerry (Jane Carter), Hugh Prosser (Amos Carter), George Lynn (Squire Turnbull), John Cliff (scagnozzo Clip (Gimp in credits)), Steve Dunhill (Jake, capobanda), Alex Sharp (scagnozzo Cal), Robert J. Wilke (scagnozzo)

## Masked Deputy
- Diretto da:
- Scritto da:

### Trama
- Interpreti: Clayton Moore (cavaliere solitario), Jay Silverheels (Tonto), Stuart Randall (Will Bradley), Dave Willock (Tom Turner), Carol Thurston (Mary Turner), Edmund Cobb (sceriffo Higgins), Peter Mamakos (scagnozzo Pete), Gregg Rogers (scagnozzo Matt), Bert Arnold (scagnozzo Hank), Lane Chandler (rancher Jason)

## Banker's Choice
- Diretto da:
- Scritto da:

### Trama
- Interpreti: Clayton Moore (cavaliere solitario), Jay Silverheels (Tonto), Murray (Henry MacFarland), David Bruce (Stephen Lasher), Phyllis Morris (Mary MacFarland), John Merton (scagnozzo Joe Kean), Mickey Simpson (scagnozzo Lefty), Jack Mower (sceriffo John), Bud Osborne (conducente della diligenza)

## Desert Adventure
- Diretto da:
- Scritto da:

### Trama
- Interpreti: Clayton Moore (cavaliere solitario), Jay Silverheels (Tonto), House Peters Jr. (The Yuma Kid), Lane Bradford (scagnozzo Joe), John L. Cason (scagnozzo Clete), Charles Horvath (scagnozzo Cheyenne), Lee Shumway (sceriffo Daley), Kermit Maynard (vice sceriffo Sam), Bill Ward (vice)

## Bad Medicine
- Diretto da:
- Scritto da:

### Trama
- Interpreti: Clayton Moore (cavaliere solitario), Jay Silverheels (Tonto), Harry Harvey (Doc Clay Andrews), Dick Curtis (Clint Bolton), Hal Baylor (Glenn Bolton), Greta Granstedt (Lucy Andrews), Robert Carson (sceriffo Collins), Robert Kellard (Jim, vice sceriffo), Sandy Sanders (Dave, vice sceriffo), James Guilfoyle (Bank Official), Tex Driscoll (cittadino Falling Out of Chair)

## One Jump Ahead
- Diretto da:
- Scritto da:

### Trama
- Interpreti: Clayton Moore (cavaliere solitario), Jay Silverheels (Tonto), Robert Rockwell (Rick Sanders), John Eldredge (Applegate), Dorothy Vaughan (Mrs. Whitcomb), Richard Crane (Tom Whitcomb), Nolan Leary (Postmaster Sam)

## Lady Killer
- Diretto da:
- Scritto da:

### Trama
- Interpreti: Clayton Moore (cavaliere solitario), Jay Silverheels (Tonto), Nan Leslie (Lela Anson), Ray Montgomery (sceriffo John Markum), I. Stanford Jolley (Seth, Older Thug), Robert Kent (Jake Anson), Fred Libby (Trig Davis, Stage Guard), Russell Trent (primo Stage driver), Sailor Vincent (Hank)

## Paid in Full
- Diretto da:
- Scritto da:

### Trama
- Interpreti: Clayton Moore (cavaliere solitario), Jay Silverheels (Tonto), Larry J. Blake (Bert Dillon), John Daheim (scagnozzo Matt), Harry Lauter (Jim Craig), Wanda McKay (Sue Craig), Emmett Lynn (Hank), Charles Watts (sceriffo), Bill Ward (vice Martin)

## Letter of the Law
- Diretto da:
- Scritto da:

### Trama
- Interpreti: Clayton Moore (cavaliere solitario), Jay Silverheels (Tonto), Monte Blue (sceriffo Jim Harper), Robin Short (Sam Slater), Warren Douglas (Jeff Niles), Noel Neill (Molly Niles), Douglas Wood (Cyrus Wilson), John Halloran (Tom), Ed Hinton (Bob Shay)

## Silent Voice
- Diretto da:
- Scritto da:

### Trama
- Interpreti: Clayton Moore (cavaliere solitario), Jay Silverheels (Tonto), Mira McKinney (Granny Ritchie), Ross Ford (Cleve Ritchie), John Morgan (dottor Jeff Payton), Christine Larsen (Stella Watson), Hal Baylor (Bert Devlin), Holly Bane (Chad Hackett)

## The Outcast
- Diretto da:
- Scritto da:

### Trama
- Interpreti: Clayton Moore (cavaliere solitario), Jay Silverheels (Tonto), Robert Rockwell (Randy Tyler), Stephen Chase (Rufe Fillmore), Lane Bradford (Gat Towson), Pierre Watkin (capitano Prescott), Denver Pyle (tenente Grayson), Edmund Cobb (sceriffo), Mickey Simpson (scagnozzo Muggs), Fred Libby (scagnozzo Phil), Gregg Barton (Mac, Deputy Sheriff)

## Mr. Trouble
- Diretto da:
- Scritto da:

### Trama
- Interpreti: Clayton Moore (cavaliere solitario), Jay Silverheels (Tonto), Robert Rockwell (Rick Merrill), Larry J. Blake (Lucky Kendall), House Peters Jr. (scagnozzo Pierce), Jim Bannon (scagnozzo Red), Paul Campbell (Andy Carlisle), Harry Harvey (Doc Weston), Earle Hodgins (sceriffo), Russell Trent (vice), David McMahon (Mr. Herbert), Robert Kellard (Silent Taylor)

## Behind the Law
- Diretto da:
- Scritto da:

### Trama
- Interpreti: Clayton Moore (cavaliere solitario), Jay Silverheels (Tonto), Marshall Bradford (sceriffo Charles Gray), Gene Roth (Big Jim Folsom), Ward Blackburn (scagnozzo Scar), Gene Evans (scagnozzo Link), Robert Carson (sceriffo John Maloney), James Guilfoyle (Trader Mike), George Chesebro (Banker Jim Wortham), Clarence Straight (Sam, deputy)

## Trouble at Black Rock
- Diretto da:
- Scritto da:

### Trama
- Interpreti: Clayton Moore (cavaliere solitario), Jay Silverheels (Tonto), George J. Lewis (McCarty), John Alvin (scagnozzo Slim Evans), Michael Ansara (scagnozzo Walker), Wanda McKay (Ella Neeley), Emmett Lynn (Fred Neeley), Constance Purdy (Mrs. Tush)

## Two Gold Lockets
- Diretto da:
- Scritto da:

### Trama
- Interpreti: Clayton Moore (cavaliere solitario), Jay Silverheels (Tonto), Tom Powers (Marshal Lindon), Ben Welden (Carlos Marina), Darryl Hickman (Don Lindon), Greta Granstedt (Mary Lindon), Dwayne Hickman (Younger Don Lindon), John Cliff (Worry Peters), Duke York (Buck Slade), Stanley Andrews (Warden Roberts)

## The Hooded Men
- Diretto da:
- Scritto da:

### Trama
- Interpreti: Clayton Moore (cavaliere solitario), Jay Silverheels (Tonto), Mira McKinney (Ruby Creston), Walter Sande (sceriffo Hugh McNeil), John Doucette (Flack, capobanda), Lane Bradford (scagnozzo Dusty), Morton C. Thompson (scagnozzo Bill Pitman), Denver Pyle (vice Allen)

## Friend in Need
- Diretto da:
- Scritto da:

### Trama
- Interpreti: Clayton Moore (cavaliere solitario), Jay Silverheels (Tonto), John McGuire (Jeff Austin), Robert Bice (Luke Banner), Gail Davis (Ruth), Steven Clark (Jim Austin), Edmund Cobb (sceriffo Tate), Salvador Baguez (capitano Sancho), David Leonard (Padre), Paul Fierro (Juan, Soldier), Joe Dominguez (Cell Guard), Edward Clark (cameriere)

## Backtrail
- Diretto da:
- Scritto da:

### Trama
- Interpreti: Clayton Moore (cavaliere solitario), Jay Silverheels (Tonto), Herbert Lytton (Walter Mason, express Agent), Robert Bice (scagnozzo Bart), Kim Spalding (scagnozzo Ed), Riley Hill (Jim Blake), Rex Lease (sceriffo), Bud Osborne (Pete, conducente della diligenza)